# Jararaca-ilhoa
Bothrops insularis
Espèce
Synonymes
- Lachesis insularis Amaral, 1921
- Bothropoides insularis (Amaral, 1921)

Statut de conservation UICN

 CR B1ab(iii)+2ab(iii) : 
En danger critique
Bothrops insularis est une espèce de serpent de la famille des Viperidae. Il est appelé Jararaca-ilhoa ou Trigonocéphale insulaire.

## Répartition
Cette espèce est endémique de l'Île de Queimada Grande dans la municipalité d'Itanhaém à 35 km du littoral de l'État de São Paulo au Brésil.

## Description
Le Jararaca-ilhoa mesure en moyenne 70 cm et peut atteindre 118 cm.
Ses couleurs consistent en une couche de brun jaunâtre surmontée d'une série d'écailles dorsales triangulaires ou quadrangulaires.
En captivité, cette couleur jaunâtre a tendance à s'obscurcir, peut être l'effet d'une mauvaise thermorégulation affectant la circulation sanguine.
Le ventre est uniformément jaune pâle ou crème.
La tête se distingue très nettement du reste du corps, comme tous les serpents du genre Bothrops, et l'extrémité du nez est légèrement surélevée.
Le Jararaca-ilhoa a une queue plus longue que son plus proche cousin, Bothrops jararaca, ce qui est sans doute une adaptation pour mieux se mouvoir dans les arbres.
Le Jararaca-ilhoa est un serpent très particulier car il est hermaphrodite ; il se comporte soit comme mâle, soit comme femelle.
On compte environ deux mille individus sur l'île de Queimada Grande. Ils n'ont pas de concurrents ni de prédateurs et règnent donc en maîtres dans leur biotope.
Le Jararaca-ilhoa peut survivre six mois sans manger. Son régime habituel est composé d'oiseaux et de leurs œufs, plus particulièrement Sula leucogaster qui est très abondant sur l'île.

## Venin
Du fait de son isolement, les cas d'envenimations humaines sont rares. Chez les Bothrops, le taux de mortalité par morsure est de 7 % sans traitement et 0,5 à 3 % si un traitement est appliqué.
Les effets d'une envenimation par un Bothrops sont un œdème, une douleur locale, des nausées et vomissements, des phlyctènes sanglantes, des ecchymoses, la présence de saignements dans les vomissures et les urines, des saignements intestinaux, une défaillance des reins, des hémorragies cérébrales et une nécrose sévère des tissus musculaires.
Le Jararaca-ilhoa possèderait un venin trois à cinq fois plus puissant que les autres serpents du genre Bothrops et ce venin serait le plus rapide à agir parmi les bothrops.

## Publication originale
- Amaral, 1921 : Contribuição para conhecimento dos ofídios do Brasil - A. Parte II. Biologia da nova espécie, Lachesis insularis. Anexos das Memórias do Instituto de Butantan, vol. 1, p. 39-44.